# Tåssjö kyrka
Tåssjö kyrka ligger i Tåssjö socken vid Hallandsåsens södra sluttning. Kyrkan ligger vid östra stranden av Kyrkesjön och norr om Abborrasjön, som i sin tur ligger i närheten av Rössjön och Västersjön. Tåssjö kyrka tillhör Munka Ljungby församling i Lunds stift.

## Kyrkobyggnaden
Den nuvarande kyrkans äldsta delar uppfördes under medeltiden, möjligen på 1200-talet. Rester av denna ursprungliga kyrka finns i nuvarande kyrkas murar och sträcker sig från platsen under orgelläktaren fram till korsarmarna.
Relativt sent, men okänt när, byggdes kyrkan till åt väster. Om kyrktornet tillkom då är inte känt. Dörren till ingången här har ett lås där mekanismen är dold i en urholkad trädstam. Denna dörr bär spår efter kulor eller grovt hagel, vilket sägs ha tillkommit under snapphanetiden.
Kyrkporten och vapenhuset fanns ursprungligen vid södra sidan, men 1855 revs vapenhuset och kyrkporten flyttades till västra gaveln. Under mitten av 1860-talet byggdes kyrkan till åt öster och försågs samtidigt med korsarmar åt norr och söder.
En omfattande restaurering genomfördes 1955 då sakristian bakom koret avgränsades, nytt golv och nya bänkar tillkom och de gamla vedeldade ugnarna byttes ut mot elvärme.
2002 gjordes nya elinstallationer i kyrkan, ett vattenburet värmesystem installerades, målning av väggar och tak utfördes, samt konservering av inventarier, liksom renovering av ljuskronor och vägglampetter.
2008 skedde en utvändig renovering då puts byttes ut.

## Inventarier
- Altartavlan föreställer Jesu nedtagande från korset. Den skänktes till kyrkan 1842 av ägaren till Rössjöholm, konsul Carl Henric Roth och hans maka.
- I kyrkan finns även en äldre altartavla som troligen är från början av 1700-talet. Dess motiv är Kristi himmelsfärd.
- Ett altarskåpsrelief från 1500-talet är bevarat.
- Predikstolen är från tidigare delen av 1700-talet. På predikstolen står en ljusstake av malm som skänktes till församlingen 1965.
- Dopfunten av sandsten är från 1200-talet.
- Kyrkans orgel är från 1975 och har ersatt en mindre orgel från 1923.
- Nattvardskalken av förgyllt silver är en bröllopsgåva från 1579. På dess fat finns två sammanställda vapen. Runt fatets kant finns följande text: "AAGE BILCK – MARGRETE TOTH GAFT DENNE KALK TILL TAASSE KIRKE PA DEN 26 DAG APRILIS SOM DERES BRULLOP WAR ANO 1579". Tillhörande paten är samtida med kalken och ingick troligen i gåvan.
- En sengotisk träskulptur hänger på kyrkans södra vägg. Den föreställer "Jungfru Marie Kröning" och kan möjligen vara från 1400-talet.
- En gammal gravvård av kalksten låg ursprungligen i koret, men är numera uppsatt på norra väggen. Vården är efter "lanshöfdingen öfver Christianstads län, Högwälborne Herr Nils Silfwerschiöld, 1675-1753".
- I koret finns en ljuskrona från 1767. Övriga fyra ljuskronor skänktes till kyrkan 1919.
- Två kyrkklockor hänger i tornet. Äldsta klockan göts om 1772. Medan den yngre klockan tillverkades 1928.

### Orgel
- 1856 byggde Jöns Olsson Lundahl, Malmö, en orgel med 4 stämmor.
- 1920 byggde A. Mårtenssons Orgelfabrik AB, Lund och hade 14 stämmor.
- Den nuvarande orgeln byggdes 1975 av A. Mårtenssons Orgelfabrik AB, Lund och är en mekanisk orgel.

| Huvudverk I   | Svällverk II      | Pedal      | Koppel |
| Gedackt 8´    | Rörflöjt 8´       | Subbas 16´ | I/P    |
| Principal 4'  | Fugara 4'         | Borduna 8´ | II/P   |
| Waldflöjt 2'  | Principal 2'      |            | II/I   |
| Mixtur 3 chor | Nasat 1 1/3'      |            |        |
|               | Crescendosvällare |            |        |

## Bildgalleri

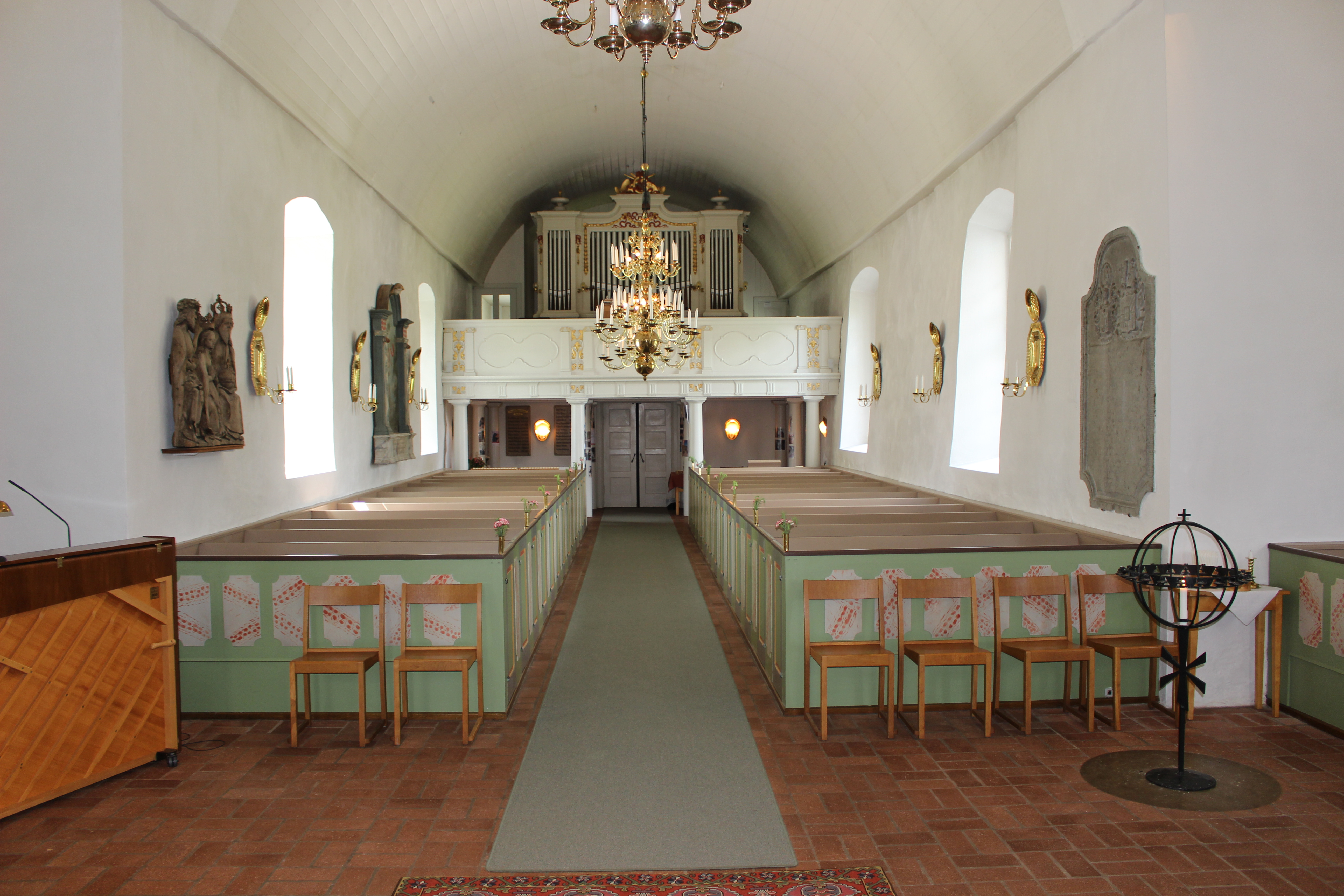
Kyrkorum mot väster
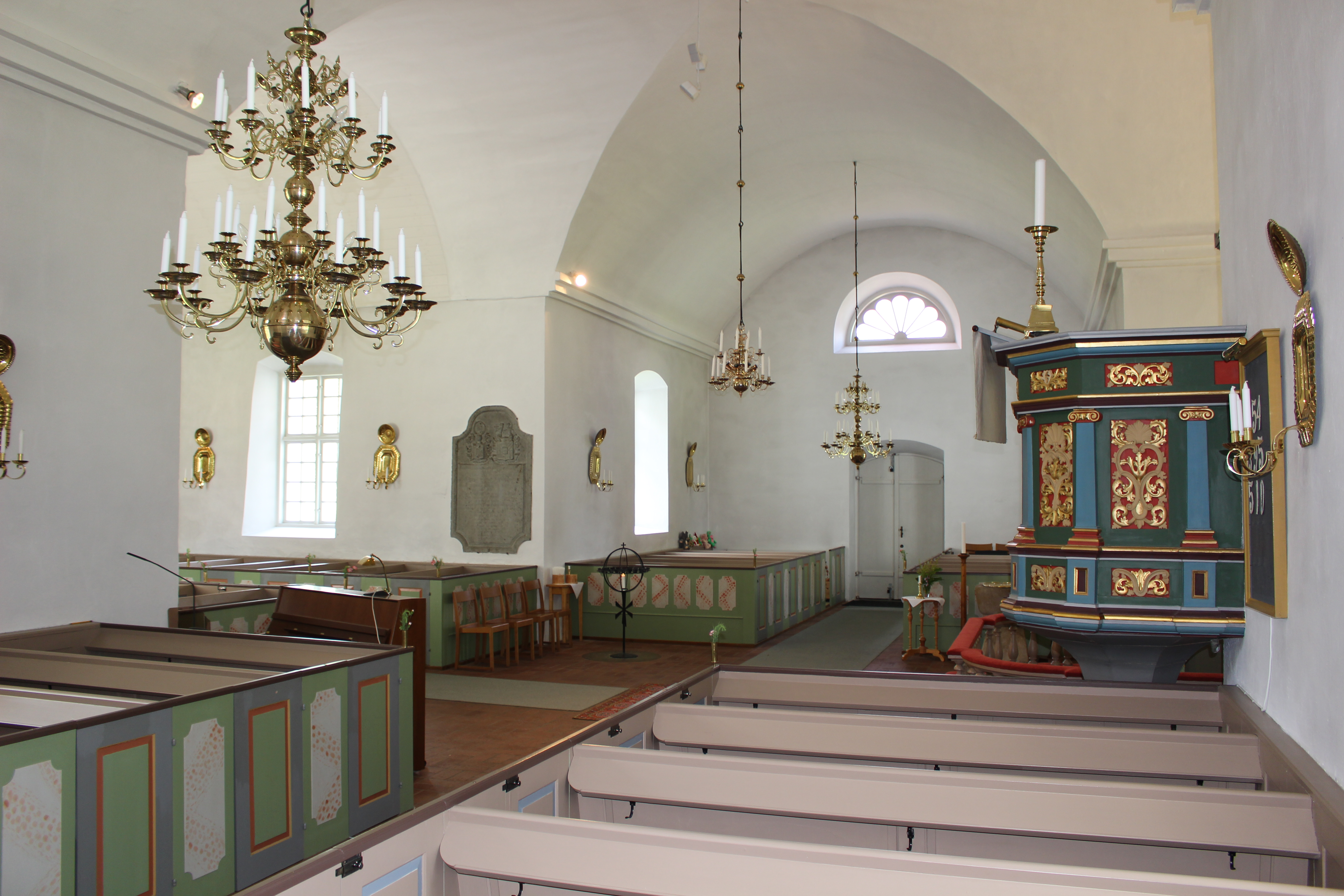
Kyrkorum mot norr
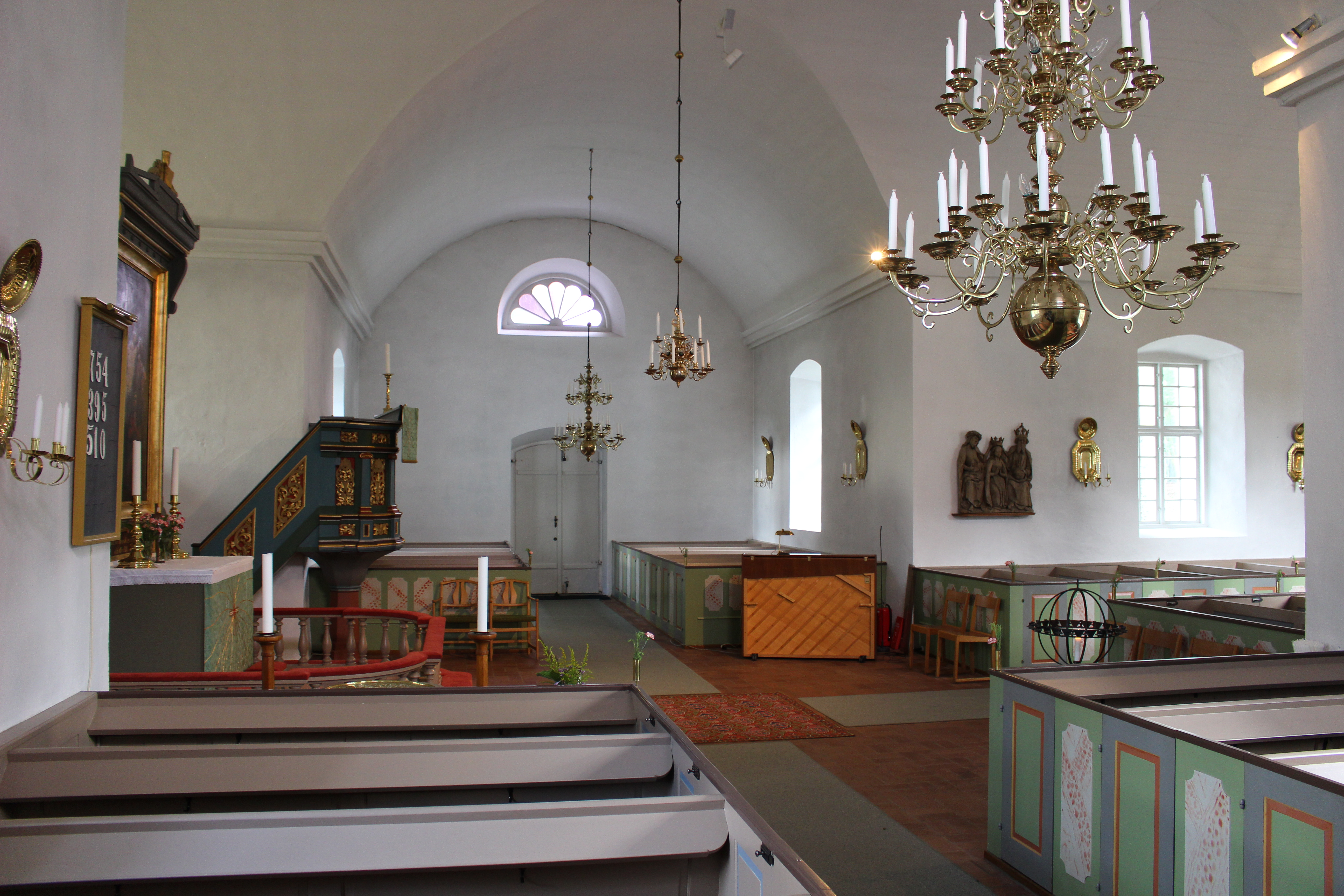
Kyrkorum mot söder
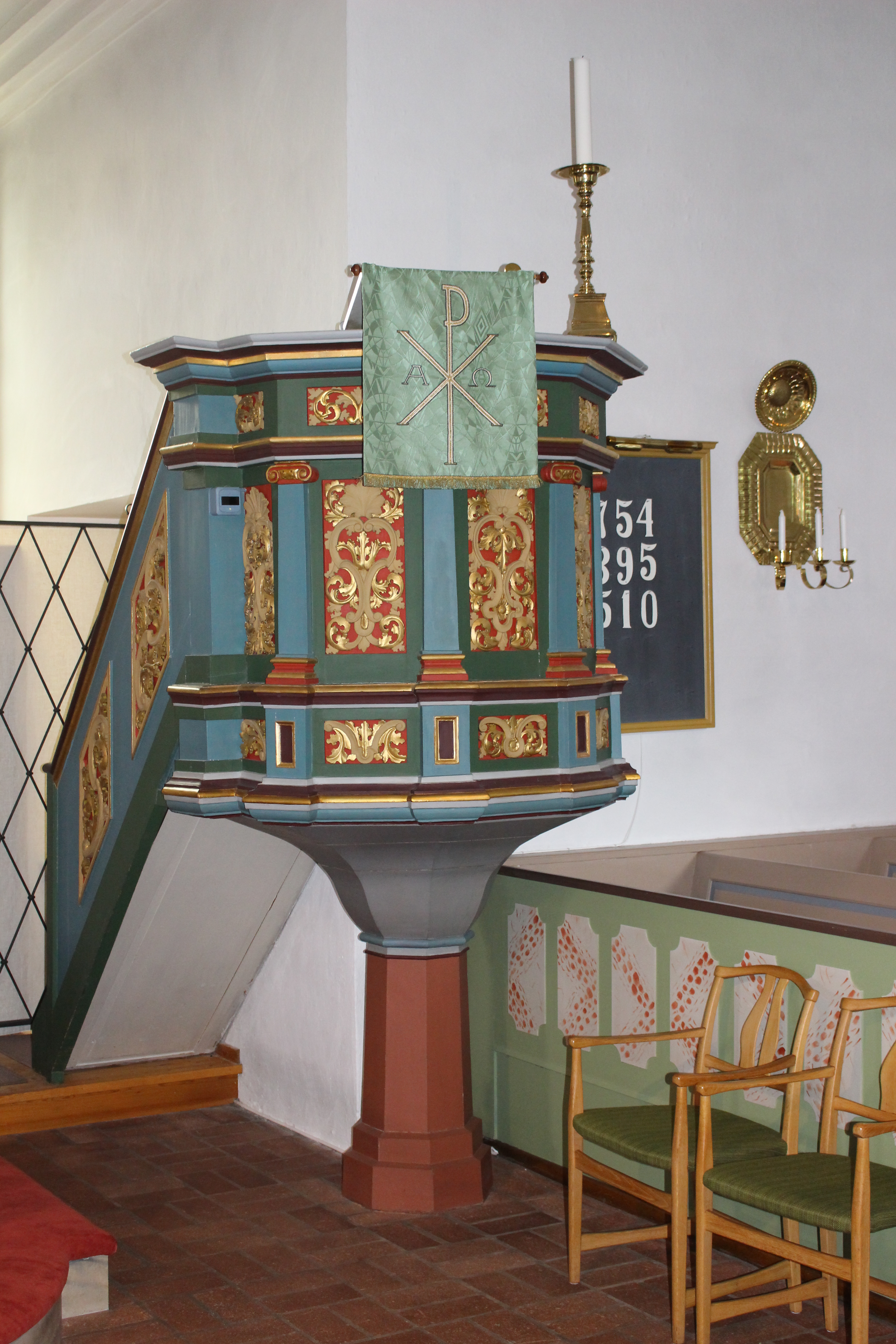
Predikstol
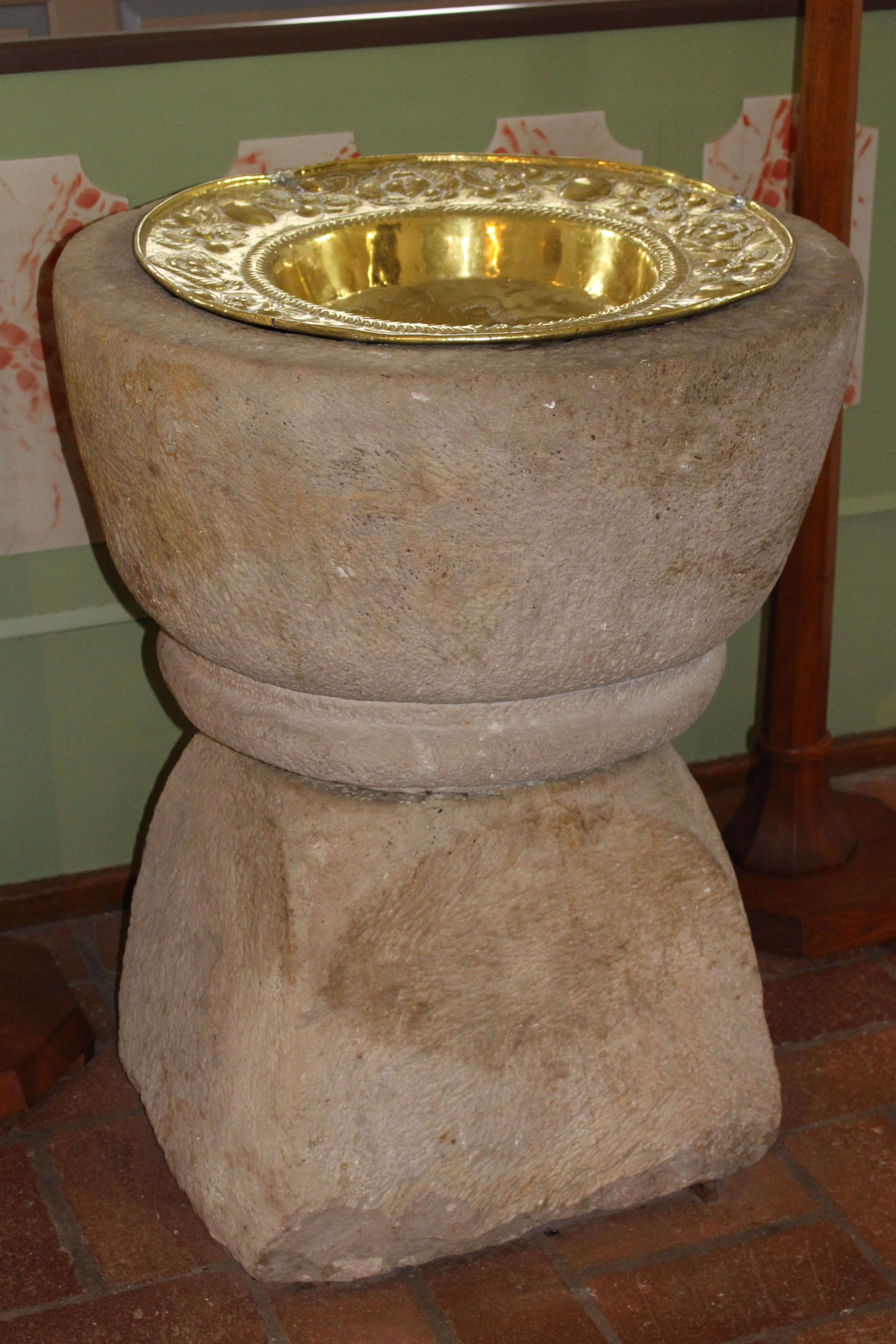
Dopfunt
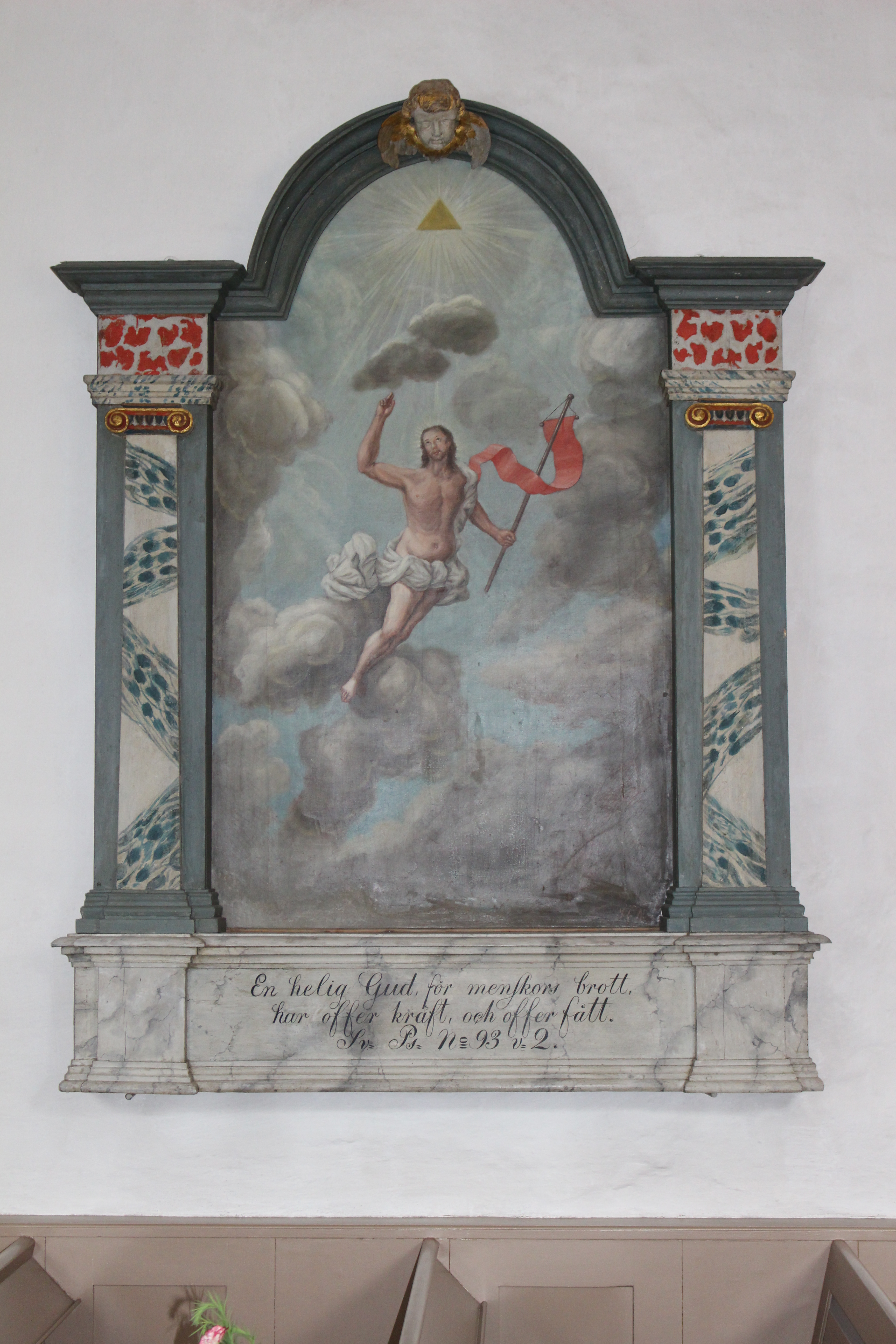
Tidigare altartavla
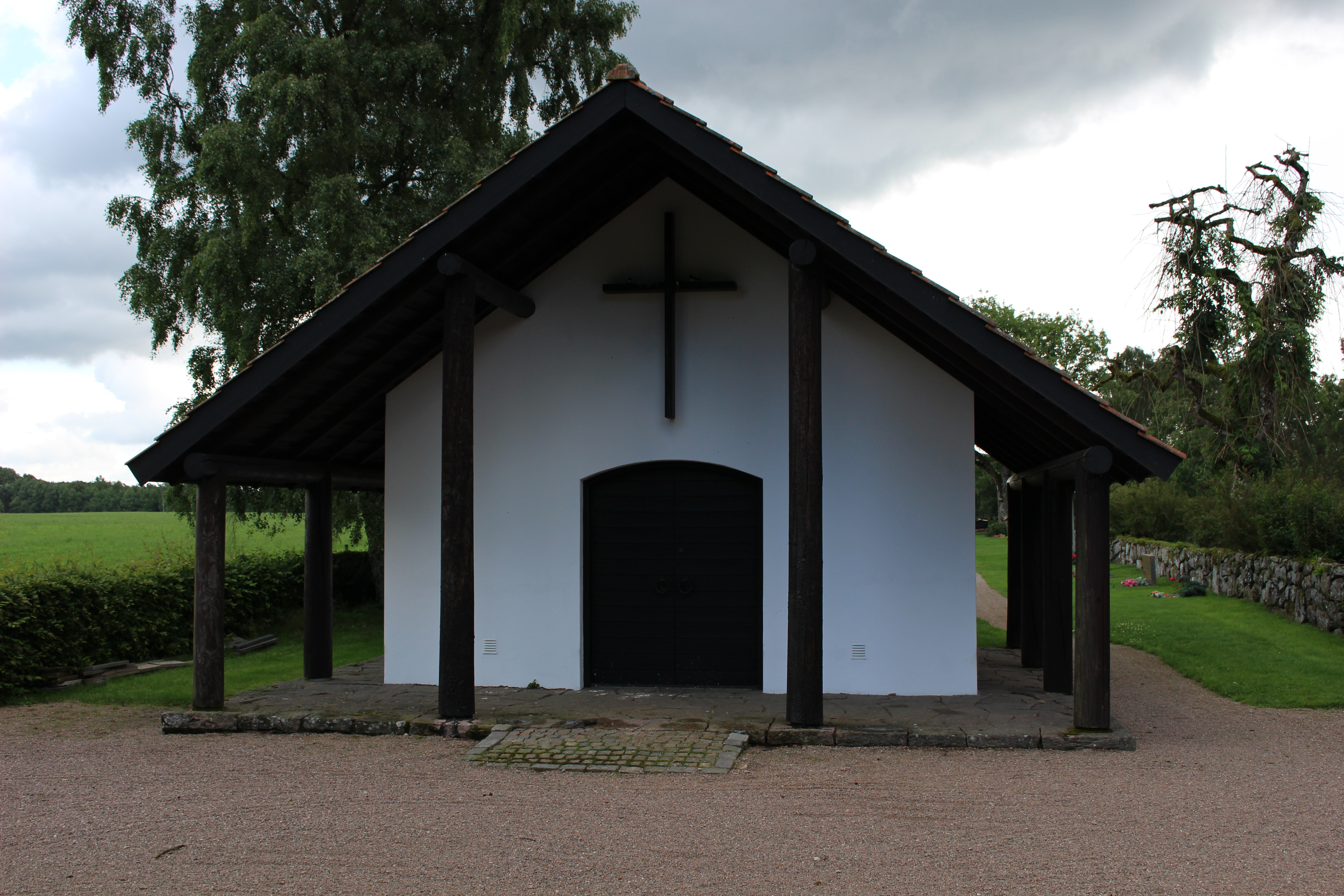
Gravkapell norr om kyrkan
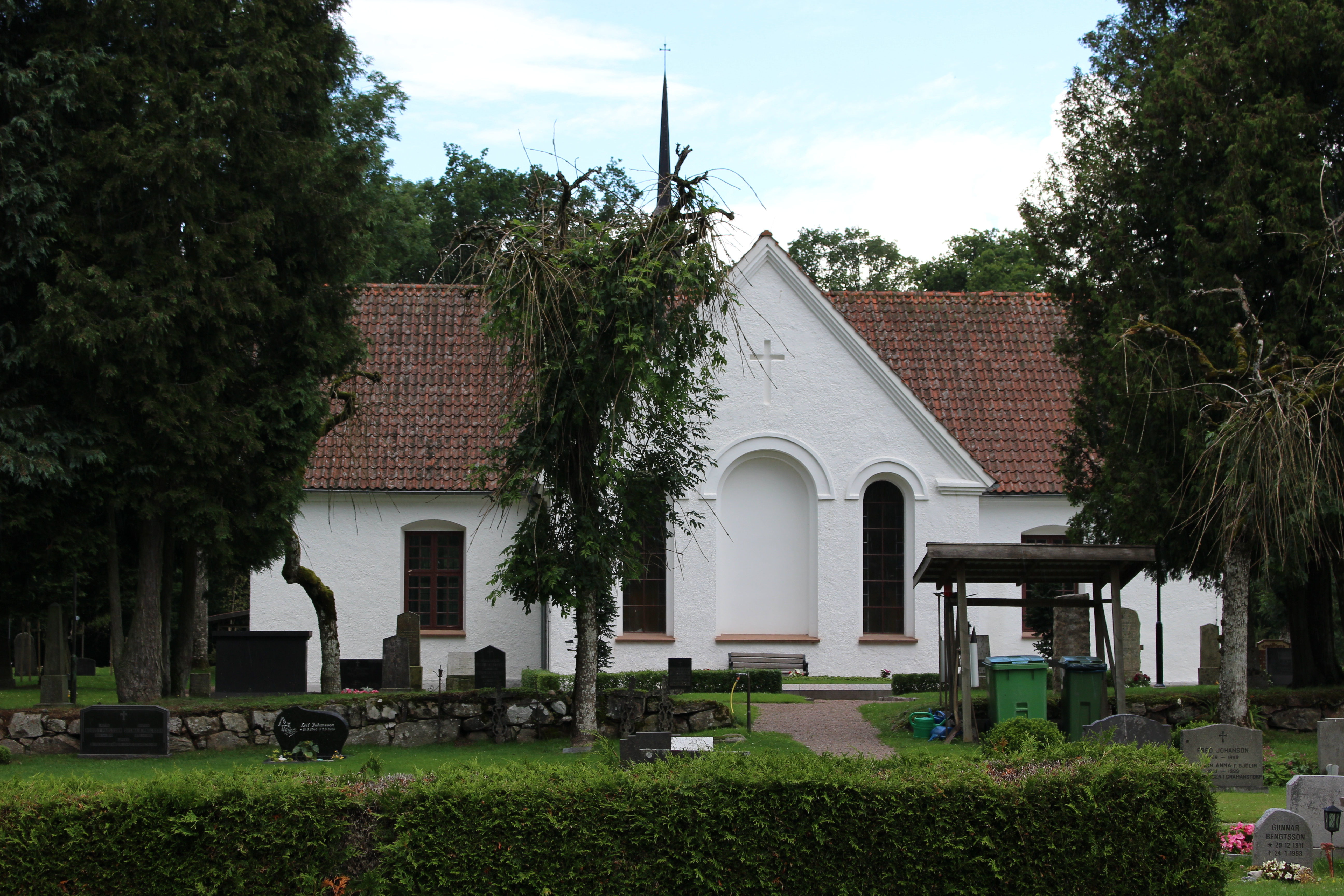
Kyrkan från öster
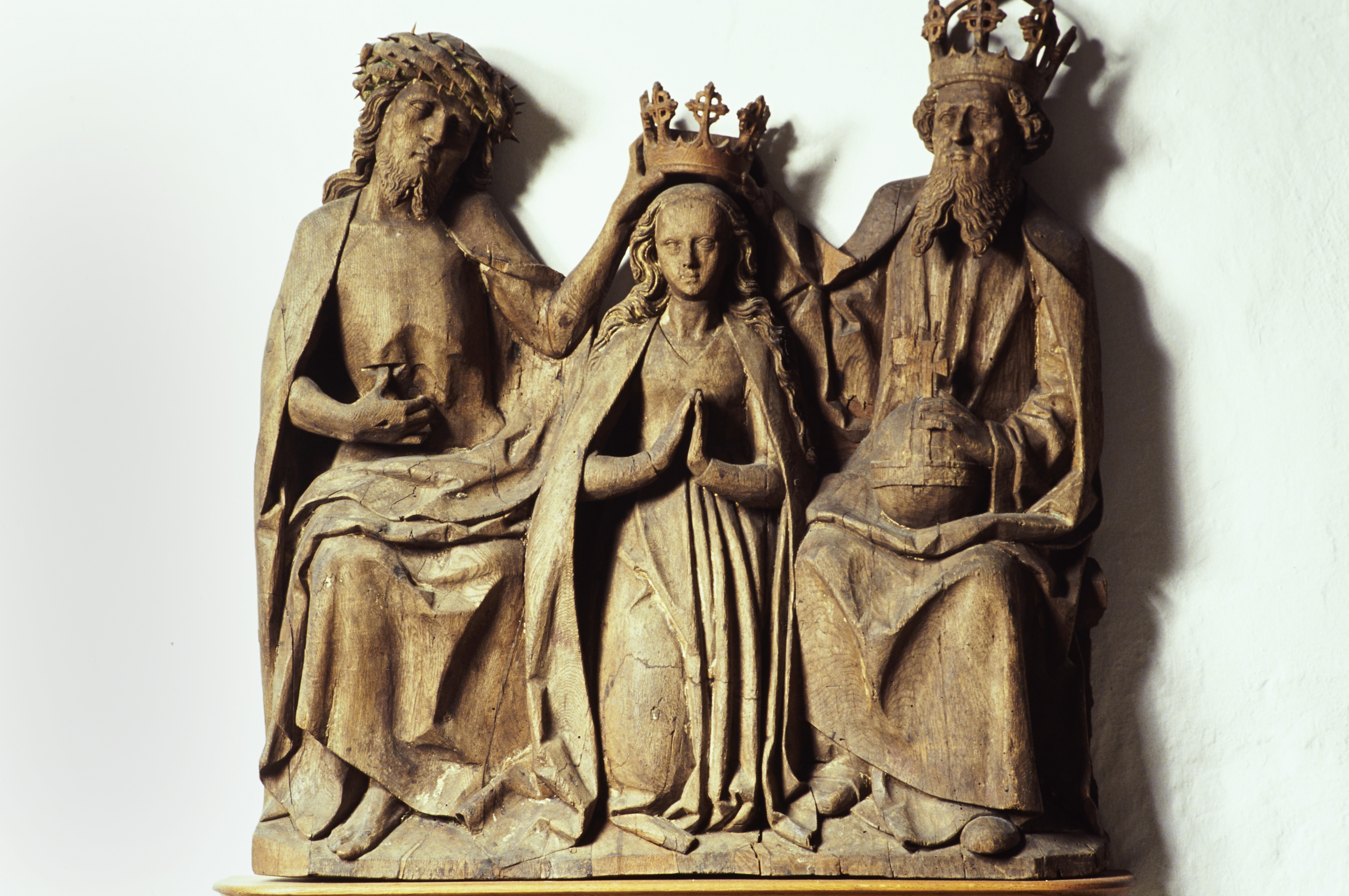
Träskulptur, Marie kröning

### Webbkällor
- Demografisk Databas Södra Sverige
- Exteriör renovering av Tåssjö kyrka
- Åsbo Släkt- och Folklivsforskare
- Ängelholms Släkt och Folklivsforskarförening